# Nahrīz
Nahrīz (persiska: كَهريز, كَهريز سيّاه مَنسور, كَهريز سياه مَنسور, نهریز, Kahrīz) är en ort i Iran.   Den ligger i provinsen Zanjan, i den nordvästra delen av landet, 300 km väster om huvudstaden Teheran. Nahrīz ligger 1 618 meter över havet och antalet invånare är 150.
Terrängen runt Nahrīz är huvudsakligen kuperad, men åt sydost är den platt.Runt Nahrīz är det ganska glesbefolkat, med 47 invånare per kvadratkilometer. Närmaste större samhälle är Ḩalab, 13,4 km sydost om Nahrīz. Trakten runt Nahrīz består i huvudsak av gräsmarker.